# اچ‌ام‌اس دریدنوت (اس۱۱)
اچ‌ام‌اس دریدنوت (اس۱۱) (به انگلیسی: HMS Dreadnought (S101)) یک زیردریایی بود که طول آن ۲۶۵٫۷ فوت (۸۱٫۰ متر) بود. این زیردریایی در سال ۱۹۶۰ ساخته شد.